# Cirrhochrista grabczewskyi
Cirrhochrista grabczewskyi là một loài bướm đêm trong họ Crambidae.